# Солідарність (США)
«Солідарність» — революційно-соціалістична широколіва організація у Сполучених Штатах, пов'язана з журналом «Against the Current». «Солідарність» є спадкоємицею «Інтернаціональних соціалістів», марксистської організації третього табору, яка стояла на позиції того, що СРСР був не «деформованою робітничою державою» (як стверджують ортодоксальні троцькісти), а радше являв собою «бюрократичний колективізм», новий і особливо репресивний устрій.
«Солідарність» описує себе як «демократичну, революційно-соціалістичну, феміністичну, антирасистську організацію». Коріння політичної традиції «Солідарності» сягають троцькізму, втім нині вона відійшла від багатьох аспектів традиційного ленінізму та троцькізму. «Солідарність» має вільнішу форму організації, ніж багато інших «демократично-централістських» груп, і не вважає себе авангардом робітничого класу. 
«Солідарність» була утворена 1986 року в результаті злиття «Інтернаціональних соціалістів», «Сили трударів» та «Соціалістичної єдності». Дві попередні групи нещодавно возз’єдналися в єдину організацію, тоді як остання була виключеним фрагментом Соціалістичної робітничої партії (СРП). Станом на з’їзд 2011 року «Солідарність» є прихильною організацією об'єднаного Четвертого Інтернаціоналу.

## Історія
Від початку «Солідарність» була відверто плюралістською радикальною організацією, яка включала троцькістів, соціалістичних феміністок — які були членами Нового американського руху — та ветеранів нових лівих груп, таких як «Студенти за демократичне суспільство». «Солідарність» прагнула групуватися з іншими, щоб створити масову революційну соціалістично-феміністичну організацію. Вони сподівалися ініціювати широке пегрупування, яке включало б, наприклад, поглинання фракцій дезінтегрованого Новокомуністичного руху та багато інших соціалістичних феміністок і нових лівих. Дискусії щодо групування були розпочаті між «Солідарністю» та іншими лівими групами різних тенденцій з 1980-х років до теперішнього часу, але не призвели до ширшого злиття.
Втім мали місце групування меншого масштабу. Протягом 1990-х років дві організації об’єдналися з «Солідарністю» — «Четверта інтернаціоналістична тенденція» (група, виключена з СРП) і «Активісти незалежної соціалістичної політики» (уламок «Соціалістичної дії», який раніше працював у кореспондентських комітетах). У 2002 році члени «Троцькістської ліги» приєдналися до «Солідарності».

## Підтримка кандидатів у президенти США
У 2000 році «Солідарність» підтримала Ральфа Нейдера з Партії зелених і Девіда Мак-Рейнольдса з Соціалістичної партії США на пост президента. У серпні 2004 року «Солідарність» знову підтримала Ральфа Надера, уже як незалежного кандидата. У 2008 році організація схвалила кандидатуру Синтії Мак-Кінні з Партії зелених на пост президента. 2012 року «Солідарність» закликала своїх членів голосувати за кандидатів від Партії зелених, Миру та свободи або Соціалістичної партії США. У 2016 році організація підтримала Джилл Стайн з Партії зелених.
На президентських виборах 2020 року «Солідарність» спочатку підтримала кампанію Гові Гокінса в листопаді 2019 року, який балотувався як кандидат від Соціалістичної партії та Партії зелених. Пізніше в серпні 2020 року після опитування своїх членів організація вирішила не займати офіційної позиції щодо президентських виборів.
| Рік                 | Кандидат у президенти | Кандидат у віцепрезиденти | Голоси               | Підтримана партія     |
| ------------------- | --------------------- | ------------------------- | -------------------- | --------------------- |
| 2000                | Ральф Нейдер          | Вайнона Ла-Дьюк           | 2,882,955            | Партія зелених        |
| Девід Мак-Рейнольдс | Мері Кел-Голліс       | 5,602                     | Соціалістична партія |                       |
| 2004                | Ральф Нейдер          | Пітер Камехо              | 465,650              | Незалежні             |
| 2008                | Сінтія Мак-Кінні      | Роза Клементе             | 161,797              | Партія зелених        |
| 2012                | Джилл Стайн           | Шері Гонкала              | 469,627              | Партія зелених        |
| 2012                | Розанна Барр          | Сінді Шихан               | 67,326               | Партія миру і свободи |
| 2012                | Стюарт Александр      | Алекс Мендоза             | 4,430                | Соціалістична партія  |
| 2016                | Джилл Стайн           | Аджаму Барака             | 1,457,218            | Партія зелених        |
| 2020                | Без офіційної позиції | Без офіційної позиції     | N/A                  | N/A                   |

## Політичні позиції

### Російсько-українська війна
У своїх офіційних заявах «Солідарність» називає Російську Федерацію державою-агресором і стверджує, що Україна має право на національний суверенітет і самооборону. Разом з тим, організація вважає, що американський імперіалізм настільки ж агресивний і небезпечний, як російський анексіонізм, а НАТО взагалі не повинне існувати.